# 20th Century Pictures
20th Century Pictures (auch: Twentieth Century Pictures) war ein US-amerikanisches Filmproduktionsunternehmen. Die Gesellschaft existierte von 1933 bis 1935.
Twentieth Century Pictures wurde 1933 von Joseph Schenck, dem ehemaligen Präsidenten der United Artists, Darryl F. Zanuck, dem vormaligen Produktionschef von Warner Brothers, William Goetz, einem Topmanager der Fox Film Corporation und Raymond Griffith gegründet. Als stille Teilhaber blieben Nicholas Schenck und Louis B. Mayer, der Schwiegervater von William Goetz, im Hintergrund.  Später fusionierte das Unternehmen mit der Fox Film Corporation zu 20th Century Fox.
Als Präsident der Gesellschaft fungierte Joseph Schenck, während Darryl F. Zanuck als Vize-Präsident für die operativen Geschäfte zuständig war. Zanuck überredete Loretta Young und George Arliss, die ebenfalls bei Warner Brothers unter Vertrag waren, zu wechseln. Ein weiterer Star, der auf Basis eines nicht-exklusiven Vertrages zur Gesellschaft wechselte, war Ronald Colman, der unter anderem in Clive of India die Hauptrolle spielte. 
20th Century nutzte die Studios anderer Gesellschaften, vorzugsweise von MGM und vertrieb seine Produktionen über United Artists. Die Gesellschaft hatte rasch Erfolg und bereits eine der ersten Produktionen, The House of Rothschild in der Arliss und Young die Hauptrollen spielen, wurde für den Oscar als Bester Film nominiert. Auch die aufwändige Literaturverfilmung Les Miserables erhielt 1935 die Nominierung als Bester Film. Streitereien um weitergehende Mitspracherechte bei United Artist führten Mitte 1935 schließlich zur Vereinigung zwischen 20th Century Pictures und der unter Zwangsverwaltung stehenden Fox Film Corporation zur neugegründeten 20th Century Fox.
Die Firma produzierte die nachstehenden Filme:
- 1933: The Bowery
- 1933: Broadway Through a Keyhole
- 1933: Blood Money
- 1933: Advice to the Lovelorn
- 1934: The Affairs of Cellini
- 1934: Bulldog Drummond Strikes Back
- 1934: Born to Be Bad
- 1934: The Last Gentleman
- 1934: The House of Rothschild
- 1934: Moulin Rouge
- 1934: Looking For Trouble
- 1934: Gallant Lady
- 1935: Les Miserables
- 1935: Clive of India
- 1935: Cardinal Richelieu
- 1935: Folies-Bergère
- 1935: A Message to Garcia
- 1935: Show Them No Mercy
- 1935: Thanks A Million
- 1935: The Call of the Wild